# Martín Vidal Romero
Martín Vidal Romero (Valencia, 27 de octubre de 1869-Valencia, 2 de julio de 1942) fue un fotógrafo español, fundador de una saga de fotógrafos a la que pertenecen sus tres hijos, Martín, Vicente y Luis, de los que destaca la labor de Luis; así como sus descendientes, entre ellos, su nieto Luis Vidal Vidal y su bisnieto Luis Vidal Ayala.
Es considerado uno de los primeros reporteros gráficos valencianos. Comenzó su trayectoria profesional como fotógrafo en 1895, año en el cual abre un estudio fotográfico en la plaza de San Esteban, 4 de Valencia. En su estudio fotográfico se realizan todo tipo de fotografías, desde retratos y fiestas familiares, hasta reportajes para alguna de las publicaciones periódicas de su época.
Inició su carrera como artista (la familia Vidal tiene importantes miembros artistas como el compositor Salvador Giner Vidal y el catedrático de la Escuela de Bellas Artes de San Carlos, Carlos Giner Vidal, entre otros), estudiando, en un primer momento, música (cursando estudios de violín y viola) con su tío Salvador, director del conservatorio de Música de Valencia; llegando a realizar diversos conciertos con la Orquesta Sinfónica de Valencia, e incluso, en época de ópera, actuando en el teatro Principal de Valencia.
Más tarde estudia en la Escuela de Bellas Artes de San Carlos, pero a partir de 1895 se dedicó a la fotografía, dedicándose en los primeros momentos al pictoralismo.
Fue colaborador habitual de las revistas y periódicos, de la época, aportando material gráfico a: ABC, Blanco y Negro, Nuevo Mundo, Sol y Sombra, Letras y Figuras y Palmas y Pitos; publicaciones para las que llegó a trabajas muchas veces en exclusiva.
Los archivos de la publicación, ya desaparecida, La Hormiga de Oro (finales del siglo XIX, primer tercio del siglo XX), contienen más de 700 fotos de Martín Vidal Romero (un 10% del total de imágenes), lo que permite suponer que trabajó también para esta publicación, ya que no existe documentación que lo confirme. Entre 1904 y 1911 el estudio fotográfico pasa a instalarse en la calle Garrigues, 11 y 13.
Poco después de la creación del Diario de Valencia, Martín Vidal Rimero es contratado como fotoperiodista, realizando este trabajo hasta el año 1920, siendo sustituido en su trabajo periodístico por sus tres hijos, Martín, Vicente y Luis.
La sede social del estudio durante la Guerra Civil, según consta en el Registro de Fotógrafos del Centro Documental de la Memoria Histórica de Salamanca, fue la calle Ventura de la Vega, 11.
Durante el conflicto bélico, Martín Vidal Romero, al igual que sus hijos, trabajó como corresponsal de guerra para el Diario de Valencia.
Muchas de sus fotografías fueron expuestas en diversas exposiciones que abarcaban temáticas diferentes, como centradas en los fotógrafos valencianos, y en concreto en la saga familiar. Entre ellas se pueden citar “Transformaciones. La España de los años 20 en los archivos fotográficos de Telefónica”, muestra de los archivos fotográficos y fílmicos de la empresa Telefónica, llevada a cabo por la Fundación Telefónica.
Imágenes suyas del barrio valenciano de El Cabañal integraron la exposición “El Cabanyal 1900-1991. Fotografías de la familia Vidal”, realizada por el Museo Valenciano de Etnología (Muvaet).